# Hemerodromia superstitiosa
Hemerodromia superstitiosa är en tvåvingeart som beskrevs av Thomas Say 1824. Hemerodromia superstitiosa ingår i släktet Hemerodromia och familjen dansflugor. Inga underarter finns listade i Catalogue of Life.